# Долгилевич, Марат Иосифович
Марат Иосифович Долгилевич (укр. Марат Йосипович Долгілевич; 10 июля 1927, Ялта — 5 марта 2007, Житомир) — советский и украинский почвовед. Доктор биологических наук (1973), профессор (1980), член-корреспондент ВАСХНИЛ (1978), член-корреспондент Украинской академии аграрных наук (1991), академик Украинской экологической академии наук (1993). Заслуженный деятель науки и техники Украины (1992).

## Биография
Родился 10 июля 1927 года в Ялте. Выпускник Крымского сельскохозяйственного института имени М. И. Калинина (1952). Учился в аспирантуре при Крымском филиале Академии наук СССР (1953—1956).
С 1957 по 1962 год — сотрудник Украинского научно-исследовательского института почвоведения в Харькове, где занимал должность заведующего отдела борьбы с эрозией почв и лабораторией массовых анализов. Следующие три года являлся доцентом Украинского института инженеров водного хозяйства в Ровно.
В 1965 году стал работником Всесоюзного научно-исследовательский институт агролесомелиорации (ВНИАЛМИ) в Волгограде. Являлся заведующим аэродинамической лабораторией, заместителем директора по научной работе ВНИИ агролесомелиорации и директором Западно-Сибирского филиала ВНИАЛМИ.
С 1982 года — заведующий кафедры мелиорации и почвоведения Житомирского государственного агроэкологического университета. С 2003 по 2007 год — профессор кафедры геотехнологий и экологии Житомирского государственного технологического университета.
Скончался 5 марта 2007 года в Житомире.

## Научная деятельность
Занимался изучением метода картирования почв, находящихся под воздействием эрозии; метода по преобразования размытых и смытых земель для сельскохозяйственного использования; размещения лесополос и ведение хозяйства в Западной Сибири, Северном Кавказе и Поволжье.
Автор более 250 научных работ (в их числе 9 монографий и 2 учебника). Владеет пятью авторскими свидетельствами и патентами на изобретения.

## Награды и звания
- Заслуженный деятель науки и техники Украины (1992)[1]
- Медаль ВДНХ[1]

## Работы
- Агролесомелиорация / соавт.: Д. К. Бабенко и др. — М.: Лесн. пром-сть, 1979. — 320 c.
- Системы лесных полос и ветровая эрозия / соавт.: Ю. И. Васильев, А. Н. Сажин. — М.: Лесн. пром-сть, 1981. — 160 с.
- Методика системных исследований в лесоаграрных ландшафтах / соавт.: В. А. Баранов и др. — М., 1985. — 112 с.
- Защитное лесоразведение в СССР / соавт.: Б. А. Абакумов и др. — М.: Агропромиздат, 1986. — 263 с.
- Научные основы прогнозирования и система предупреждения эрозионных процессов / соавт.: Г. И. Швебс, И. Г. Зыков. — М.: Колос; Волгоград: ВНИАЛМИ, 1993. — 147 с.
- Ветровая эрозия как фактор разрушения и загрязнения агроландшафтов // Вісн. аграр. науки. 1999. № 8. С. 65-68.